# Ananas
Ananas（アナナス）は、ベトナムで生産・販売されているシューズブランドである。

## 概要
ベトナム・南部に拠点を持つドンフングループの生産協力のもと、HAZZA JOINT STOCK COMPANYによって2012年に、ホーチミン市でリリースされた。シンプルなデザインとカラフルな色合を基調にしたスニーカーをメインにラインナップしている。学生など、主に若者向けに展開されている。

## 主なラインナップ
キャンバススニーカーやスリッポン、靴下など。

## ドンフングループ
グローバルブランドのベトナムでの生産を長年に渡って行っている大手製靴メーカーである。2007年設立。同社社長のHa Duy Hungは、ホーチミン市の皮革靴協会の会長を務めている。